# Pterolophia sulcaticornis
Pterolophia sulcaticornis là một loài bọ cánh cứng trong họ Cerambycidae.